# Höjdhopp för damer i friidrott vid olympiska sommarspelen 1992
Höjdhopp för damer vid olympiska sommarspelen 1992 i Barcelona avgjordes 6-8 augusti.

## Medaljörer
| Gren     | Guld                    | Guld   | Silver                   | Silver | Brons                  | Brons  |
| Höjdhopp | Heike Henkel · Tyskland | 2,02 m | Alina Astafei · Rumänien | 2,00 m | Joanet Quintero · Kuba | 1,97 m |

## Resultat

### Final
| Placering | Final                    | Höjd   |
| --------- | ------------------------ | ------ |
|           | Heike Henkel (GER)       | 2.02 m |
|           | Galina Astafei (ROM)     | 2.00 m |
|           | Ioamnet Quintero (CUB)   | 1.97 m |
| 4.        | Stefka Kostadinova (BUL) | 1.94 m |
| 5.        | Sigrid Kirchmann (AUT)   | 1.94 m |
| 6.        | Silvia Costa (CUB)       | 1.94 m |
| 7.        | Megumi Sato (JPN)        | 1.91 m |
| 8.        | Alison Inverarity (AUS)  | 1.91 m |
| 9.        | Debbie Marti (GBR)       | 1.91 m |
| 10.       | Donata Jancewicz (POL)   | 1.88 m |
| 11.       | Birgit Kähler (GER)      | 1.88 m |
| 11.       | Tanya Hughes (USA)       | 1.88 m |
| 13.       | Olga Turtjak (EUN)       | 1.83 m |
| 13.       | Valentīna Gotovska (LAT) | 1.83 m |
| 15.       | Britta Bilac (SLO)       | 1.83 m |
| 16.       | Tatjana Sjevtjik (EUN)   | 1.83 m |

### Kval
| Placering | Grupp | Idrottare                  | Höjd   |
| 1.        | B     | Heike Henkel (GER)         | 1.92 m |
| 1.        | A     | Stefka Kostadinova (BUL)   | 1.92 m |
| 1.        | B     | Debbie Marti (GBR)         | 1.92 m |
| 4.        | A     | Galina Astafei (ROM)       | 1.92 m |
| 4.        | B     | Ioamnet Quintero (CUB)     | 1.92 m |
| 6.        | A     | Birgit Kähler (GER)        | 1.92 m |
| 6.        | B     | Valentina Gotovska (LAT)   | 1.92 m |
| 8.        | A     | Alison Inverarity (AUS)    | 1.92 m |
| 8.        | B     | Olga Turtjak (EUN)         | 1.92 m |
| 10.       | A     | Silvia Costa (CUB)         | 1.92 m |
| 10.       | B     | Tatjana Sjevtjik (EUN)     | 1.92 m |
| 12.       | A     | Donata Jancewicz (POL)     | 1.92 m |
| 13.       | A     | Tanya Hughes (USA)         | 1.92 m |
| 14.       | A     | Britta Bilac (SLO)         | 1.92 m |
| 15.       | B     | Sigrid Kirchmann (AUT)     | 1.92 m |
| 16        | B     | Megumi Sato (JPN)          | 1.92 m |
| 17.       | B     | Beata Holub (NED)          | 1.90 m |
| 17.       | B     | Judit Kovacs (HUN)         | 1.90 m |
| 19.       | B     | Sue Rembao (USA)           | 1.90 m |
| 20.       | B     | Nele Savickyte (LTU)       | 1.90 m |
| 21.       | A     | Sandrine Fricot (FRA)      | 1.90 m |
| 22.       | B     | Antonella Bevilacqua (ITA) | 1.90 m |
| 23.       | A     | Katarzyna Majchrzak (POL)  | 1.88 m |
| 24.       | B     | Niki Bakogianni (GRE)      | 1.88 m |
| 25.       | A     | Lyudmila Andonova (BUL)    | 1.88 m |
| 25.       | A     | Šárka Kašpárková (TCH)     | 1.88 m |
| 27.       | B     | Amber Welty (USA)          | 1.88 m |
| 28.       | A     | Marion Goldkamp (GER)      | 1.86 m |
| 29.       | B     | Oana Musunoi (ROM)         | 1.86 m |
| 30.       | A     | Jo Jennings (GBR)          | 1.86 m |
| 31.       | A     | Sieglind Cadush (SUI)      | 1.86 m |
| 32.       | A     | Olga Boltjova (EUN)        | 1.83 m |
| 33.       | A     | Niki Gavera (GRE)          | 1.83 m |
| 34.       | B     | Svetlana Leseva (BUL)      | 1.83 m |
| 34.       | B     | Sarka Novakova (TCH)       | 1.83 m |
| 36.       | B     | Cristina Fink (MEX)        | 1.83 m |
| 37.       | A     | Lucienne N'Da (CIV)        | 1.79 m |
| 38.       | A     | Najuma Fletcher (GUY)      | 1.79 m |
| 39.       | A     | Charmaine Weavers (RSA)    | 1.75 m |
| 40.       | B     | Jaruwan Jenjurdkarn (THA)  | 1.75 m |
| 41.       | B     | Margarida Moreno (AND)     | 1.70 m |
| —         | A     | Sriyani Kulawansa (SRI)    | DNS    |